# Agent Steel
Gli Agent Steel sono una band speed metal di Los Angeles, California formata nel 1984 dal cantante brasiliano John Cyriis e il batterista Chuck Profus.

## Storia

### Origini
Tutto ebbe inizio quando il cantante John Camps, precedentemente chitarrista degli Sceptre, decise di abbandonare la sua band, gli Abattoir, e di fondarne una nuova. Adottato lo pseudonimo di John Cyriis, contattò il batterista Chuck Profus, che aveva suonato precedentemente con lui in vari progetti, e diede vita ai Sanctuary. Il gruppo durò per qualche mese, prima di cambiare nome agli inizi del 1984 in Agent Steel: ai tempi la band vedeva, al fianco di Cyriis e Profus, il bassista George Robb e i chitarristi Mark Marshal e Bill Simmons. Quest'ultimo venne rimpiazzato poco dopo da Jon Gott, e la formazione registrò il suo primo demo promozionale intitolato 144,000 Gone. Dopo le registrazioni Marshal lasciò la band per entrare nei Savage Grace, mentre Gott fu allontanato dal gruppo, che reclutò come sostituti Kurt Colfelt e Juan García (quest'ultimo ex membro degli Abbattoir). Ottenuto un contratto con la Combat, gli Agent Steel pubblicarono il loro primo album Skeptics Apocalypse nel 1985.

### Successo
L'album diede una grande visibilità al gruppo, grazie alle sue ritmiche serrate e alle tematiche insolite riguardanti alieni, UFO e teorie maya. Dopo la pubblicazione Colfelt abbandonò il gruppo per creare un proprio progetto, e gli Agent Steel, approfittando del momento di successo, si esibirono in svariati concerti in compagnia di band quali Slayer e Raven con il nuovo chitarrista Bernie Versailles. Seguì un tour europeo con Anthrax e Overkill, al ritorno dal quale la band pubblicò l'EP Mad Locust Rising agli inizi del 1986. Di lì a poco Robb abbandonò la band, sostituito dall'ex Malice e Armored Saint Mike Zaputil, e nel 1987 fu pubblicato il secondo album Unstoppable Force. Fu programmato un nuovo tour europeo, ma prima che esso cominciasse alcuni scontri con Cyriis portarono Garcia, Versailles e Zaputil ad abbandonare il gruppo.

### Scioglimento
Cyriis e Profus decisero dunque di reclutare una nuova formazione per il tour, composta da James Murphy e Jay Weslord alle chitarre e Richard Bateman al basso,  ma dopo una serie di date, tra le quali una a Londra con Nuclear Assault, Onslaught e Atomkraft, una grave crisi colpì la band. Nel 1988 il gruppo si disgregò, e nonostante i rimanenti membri cercassero di tenerlo in vita aggiungendo il chitarrista dei brasiliani Korzus Silvio Golfetti, gli Agent Steel furono dichiarati sciolti poco dopo. Profus che Cyriis fondarono un nuovo progetto sulla stessa onda della loro precedente band, ma dopo pochi anni si perse ogni traccia del vocalist.

### Reunion
Nel 1998 la band fu riformata da Profus, Versailles e Garcia,  aggiungendo Bruce Hall alla voce (in quanto Cyriis pareva scomparso dalla circolazione) e Zaputil al basso, quest'ultimo sostituito dall'ex Evildead Karlos Medina in occasione del Wacken del 1999. Nello stesso anno, dopo aver firmato un contratto con la Candlelight, la band pubblicò il nuovo album Omega Conspiracy, per poi partire in tour alla volta dell'Europa con Riot e Anvil. Una serie di problemi emerse quando nel 2001 si ripresentò la figura di Cyriis, che reclamò i diritti sul nome della band. Nel 2002 un infortunio costrinse Profus ad abbandonare il suo ruolo a favore di Rigo Amezcua, e quando nel 2003 Cyriis scomparì nuovamente la band pubblicò il suo nuovo album, Order of the Illuminati, prodotto dall'italiana Scarlet Records. Il successo del disco portò il gruppo in tour in Europa, esibendosi tra gli altri eventi al Dynamo Open Air del 2004. Nel 2005 gli Agent Steel sono chiamati a partecipare ad un concerto di beneficenza che vede al loro fianco band del calibro di Testament, Hirax, Lääz Rockit e Brocas Helm. Nel 2007 il gruppo pubblica il nuovo album Alienigma, seguito da un tour promozionale in Europa con i Vicious Rumors.

### La pausa
Nel 2009 il gruppo inizia a lavorare ai brani per il nuovo album; tuttavia, agli inizi del 2010, Hall decide di abbandonare la band per divergenze artistiche. Dopo qualche mese, viene scelto come sostituto proprio Cyriis, che rientra nel gruppo dopo decenni di silenzio. Il sodalizio, tuttavia, sembra durare poco, in quanto già nel 2011 la band vede come proprio frontman a svariati festival Rick Mythiasin. Verso il finire dell'anno tutti i membri escluso Cyriis programmano un nuovo album con Mythiasin alla voce sotto al nome di Masters of Metal.

## Discografia

### Album in studio
- 1985 - Skeptics Apocalypse
- 1987 - Unstoppable Force
- 1999 - Omega Conspiracy
- 2003 - Order of the Illuminati
- 2007 - Alienigma
- 2021 - No Other Godz Before Me

### EP
- 1986 - Mad Locust Rising

### Demo
- 1984 - 144.000 Gone
- 1984 - Second Demo
- 1998 - Agent of Steel
- 1998 - Agents of Steel 1998 demo
- 1999 - Deny the Poison

### Singoli
- 2003 - Earth Under Lucifer

## Videografia
- 1986 - US Speed Metal attack (VHS)
- 1989 - Mad Locust Rising (VHS)
- 2005 - Live @ Dinamo Open Air (DVD)

## Formazione

### Formazione attuale
- John Cyriis - voce (1984-1988, 2010-2011, 2019-presente)
- Juan García - chitarra (1984-1987, 1998-presente)
- Bernie Versailles - chitarra (1985-1987, 1998-presente)
- Robert Cardenas - basso (2007-presente)
- Rigo Amezcua - batteria (2001-presente)

### Ex componenti

#### Voce
- Bruce Hall (1998-2010)
- Rick Mythiasin (2011-2018)

#### Chitarra
- Mark Marshall (1984)
- Sill Simmons (1984)
- Silvio Golfetti (1984)
- Kurt Kilfelt (1984-1985)
- James Murphy (1987-1988)
- Jay Weslord (1987-1988)

#### Basso
- George Robb (1984-1986)
- Richard Bateman (1987-1988)
- Michael Zaputil (1986-1987, 1998-1999)
- Vince Dennis (1999)
- Karlos Medina (1999-2007)

#### Batteria
- Chuck Profus[3] (1984-1988, 1998-2001)